# Soldier (bài hát của Destiny's Child)
"Soldier" (tạm dịch: "Người Lính") là một ca khúc nhạc R&B-hip hop được viết bởi Beyoncé Knowles, Kelly Rowland, Michelle Williams, Rich Harrison, Sean Garrett, T.I., và Lil Wayne, trích từ album phòng thu thứ tư và cuối cùng của nhóm Destiny's Child, Destiny Fulfilled (2004).
Phần điệp khúc của bài hát này được cho rằng có sự tương đồng với "Hail Mary", trình bày bởi Tupac Shakur.

## Bối cảnh
"Soldier" được sản xuất bởi Knowles, Harrison và được phát hành với tư cách là đĩa đơn thứ hai từ album của nhóm vào mùa Thu 2004. Ca khúc này đồng thời còn được trình diễn trong tour The Beyoncé Experience của Knowles khi được chọn là một trong những ca khúc phối lại trong Điệp khúc Destiny's Child. Bản phối trong tour diễn còn gồm mẫu nhạc của "Crank That (Soulja Boy)", trình bày bởi Soulja Boy Tell 'Em. Ca khúc còn được làm mẫu nhạc cho "Grillz" của Nelly, Paul Wall, Ali & Gipp và sau đó được sử dụng trong "Body Marked Up" bởi Willy Northpole.

## Diễn biến trên bảng xếp hạng
"Soldier" nằm ở vị trí quán quân tại Canada và Đan Mạch, vị trí thứ ba tại Mỹ và sau đó đã trở thành đĩa đơn "hit" thứ 10 và cuối cùng của nhóm tại đây. Sau đó, ca khúc tiếp tục vươn lên vị trí thứ tư tại Anh và đã trở thành đĩa đơn top 5 đầu tiên ở Anh của T.I. và Lil Wayne. Ngoài ra, ca khúc còn nằm trong top 5 tại New Zealand, Đan Mạch, Ireland, Israel, Phần Lan, Ý, Hy Lạp và Thụy Sĩ. Ca khúc còn giành được một đề cử Giải Grammy cho "Hợp tác Rap Xuất sắc nhất" và giúp nhóm nhắn một giải Soul Train Lady of Soul Award cho "Đĩa đơn R&B/Soul Xuất sắc nhất bởi một Nhóm, Ban nhạc hay Song ca".

## Video ca nhạc
Video chọn tông màu trắng đen, được quay tại Norwegian và được đạo diễn bởi Ray Kay, với sự góp mặt của nhiều nghệ sĩ nổi tiếng như em gái của Knowles, Solange, Lloyd, Bow Wow, Ginuwine, Ice Cube và WC. Video đồng thời cũng đã giúp nhóm nhận được một đề cử giải MTV Video Music Awards 2005 với hạng mục "Video của Nhóm nhạc Xuất sắc nhất" và sau đó xuất hiện trong phiên bản Đĩa-đôi của album #1's, Destiny Fulfilled và nằm trong đĩa DVD tặng kèm của Phiên bản tour diễn Destiny Fulfilled.

## Xếp hạng
| Bảng xếp hạng (2005)                     | Vị trí |
| ---------------------------------------- | ------ |
| Úc (ARIA)                                | 3      |
| Áo (Ö3 Austria Top 40)                   | 25     |
| Bỉ (Ultratop 50 Flanders)                | 18     |
| Bỉ (Ultratop 50 Wallonia)                | 35     |
| Đan Mạch (Tracklisten)                   | 5      |
| Phần Lan (Suomen virallinen lista)       | 7      |
| Pháp (SNEP)                              | 28     |
| Đức (GfK)                                | 11     |
| Ireland (IRMA)                           | 6      |
| Ý (FIMI)                                 | 7      |
| Hà Lan (Single Top 100)                  | 10     |
| New Zealand (Recorded Music NZ)          | 4      |
| Na Uy (VG-lista)                         | 15     |
| Romania (Romanian Radio Top 100)         | 12     |
| Tây Ban Nha (PROMUSICAE)                 | 12     |
| Thụy Điển (Sverigetopplistan)            | 27     |
| Thụy Sĩ (Schweizer Hitparade)            | 10     |
| UK Singles (The Official Charts Company) | 4      |
| Hoa Kỳ Billboard Hot 100                 | 3      |
| Hoa Kỳ Dance Club Songs (Billboard)      | 1      |
| Hoa Kỳ Hot R&B/Hip-Hop Songs (Billboard) | 3      |
| Hoa Kỳ Pop Airplay (Billboard)           | 4      |

## Những người thực hiện
- Giọng chính: Beyoncé Knowles (1 lời và 2 phần nối), Kelly Rowland (1 lời) và Michelle Williams (1 lời)
- Chịu trách nhiệm thu âm: Beyoncé Knowles và Kelly Rowland
- Thu âm: Jim Caruna tại Sony Music Studios, NYC
- Thu bổ sung: Tom Tapley và Fabian Marasciullo
- Hòa âm: Dexter Simmons
- Bổ sung thêm phần chỉnh sửa Pro Tools: Rommel Nino Villanueva
- Giám đốc: Tom Coyne

## Danh sách ca khúc
- Đĩa đơn tại Úc

1. "Soldier" (Bản của Album) - 5:26
2. "Soldier" (Maurice's Nu Soul Mix)
3. "Soldier" (Maurice's Nu Beat Mix)
4. "Soldier" (Danny Howells & Dick Trevor's Kinkyfunk Mix)
5. "Lose My Breath" (Peter Rauhofer's Breathless Club Mix) - 9:14

- Đĩa đơn quảng bá tại châu Âu[23]

1. "Soldier" (Bản chỉnh của Đài phát thanh)

- Đĩa đơn châu Âu COL 675694 2[24]

1. "Soldier" (Bản của Album) - 5:26
2. "Soldier" (Maurice's Nu Soul Mix)
3. "Soldier" (Danny Howells & Dick Trevor's Kinkyfunk Mix)
4. "Soldier" (Grizz Blackmarket Remix)
5. "Lose My Breath" (Peter Rauhofer's Breathless Club Mix) - 9:14
6. "Soldier" (Video ca nhạc)

- Đĩa đơn Pháp[25]

1. "Soldier" (Bản của Album) - 5:26
2. "Soldier" (Mix Inédit) (cùng Rohff)
3. "Survivor"

- Đĩa đơn CD Pock-It! Đức (3 inch) COL 675694 3

1. "Soldier" (Bản của Album) - 5:26
2. "Lose My Breath" (Peter Rauhofer's Breathless Club Mix) - 9:14

- Đĩa đơn CD Anh Phần 1

1. "Soldier" (Bản chỉnh của Đài phát thanh)
2. "Soldier" (Kardinal Beats Remix)

- Đĩa đơn CD Anh Phần 2

1. "Soldier" (Bản chỉnh của Đài phát thanh)
2. "Soldier" (Maurice's Nu Anthem Mix)
3. "Soldier" (Danny Howells & Dick Trevor's Kinkyfunk Mix)
4. "Soldier" (JS Remix)
5. "Soldier" (Video ca nhạc)

- Đĩa đơn CD Mỹ

1. "Soldier" (Bản của Album) - 5:26
2. "Soldier" (Grizz Blackmarket Remix)
3. "Soldier" (Bizarre Remix)
4. "Soldier" (Maurice's Nu Soul Mix)
5. "Soldier" (Danny Howells & Dick Trevor's Kinkyfunk Mix)

- Đĩa đơn 2 ca khúc Mỹ

1. "Soldier" (Bản của Album) - 5:26
2. "Soldier" (Grizz Blackmarket Remix)